# Secuenciación SMRT
La Secuenciación SMRT (del inglés single molecule real time sequencing) o secuenciación a tiempo real de una única molécula de ADN es una tecnología de secuenciación por síntesis de una molécula de ADN fija desarrollada por  Pacific Biosciences. Utiliza la guía de onda de "modo cero" (ZMW), desarrollada en los laboratorios de  Harold G. Craighead  y  Watt W. Webb en la Universidad de Cornell. En el fondo de la ZMW se fija una ADN polimerasa con una molécula de ADN molde. La ZMW permite el estudio de un único nucleótido incorporado a la polimerización. Cada una de las cuatro bases nitrogenadas del ADN se marca con un fluoróforo diferente. Así, cuando un nucleótido se incorpora a la cadena incipiente, se libera el fluoróforo y se observa una señal que es recogida en un detector. La primera secuencia obtenida a través de secuenciación SMRT fue publicada en enero de 2009 en la revista Science.

## Tecnología
La secuenciación se realiza sobre un chip que contiene muchas ZMW. Dentro de cada una de ellas se encuentran fijas una ADN polimerasa activa y una molécula de ADN molde de cadena sencilla. La ZMW permite que la luz penetre y se cree un espacio de visualización que permite monitorizar la actividad de la ADN polimerasa. La señal procedente de la incorporación de un nucleótido por parte de la ADN polimerasa se detecta durante la síntesis de ADN, de ahí que se trate de una secuenciación a tiempo real.

### Nucleótido modificado
Cada una de las cuatro bases nitrogenadas que forman parte del ADN se encuentra marcada con una molécula fluorescente diferente que permite su identificación durante la secuenciación por síntesis. La molécula fluorescente se une al grupo fosfato del nucleótido, y cuando éste se incorpora a la cadena de ADN, el complejo fluoróforo-fosfato es liberado como consecuencia de la formación del enlace fosfodiéster que tiene lugar durante la elongación de la cadena de ADN. Posteriormente, la señal de fluorescencia difunde fuera del área de detección y no se detecta más.

### Guía de onda "modo cero" (ZMW)
La guía de onda "modo cero" (ZMW) es una estructura de confinamiento de nanofotones que consiste en una cavidad circular recubierta de una película de aluminio sobre un sustrato de sílice. Las cavidades tienen ~70 nm de diámetro y ~100 nm de profundidad. El campo óptico de la cavidad disminuye exponencialmente dentro de la cavidad debido al comportamiento de la luz al atravesar una apertura pequeña. El volumen de cavidad observable dentro de una ZMW iluminada es de ~20·10^-21 litros, que permite la lectura de la actividad de la polimerasa.

## Tasa de Secuenciación
La tasa de secuenciación se mide en términos de tamaño de lectura del fragmento y rendimiento total de la prueba.
Pacific Biosciences comercializó la secuenciación SMRT en 2011, después del lanzar una versión beta del secuenciador a finales de 2010. El tamaño de lectura media fue de 1,1 kb. Con un nuevo kit comercial a principios de 2012 se consiguió incrementar dicha cifra hasta 2,5-2,9 kb. A finales del mismo año, un kit XL aumentó el valor hasta más de 4,3 kb. El kit P4 de agosto de 2013 consiguió lecturas de más de 5 kb en combinación con el kit XL, e incluso de cerca de 7 kb si se acopla con un sistema selectivo de tamaño de ADN (como la electroforesis BluePippin).
El rendimiento total de la prueba se ve influido por el tamaño de los fragmentos secuenciados así como por el pocillo de SMRT. El pocillo prototipo contenía cerca de 3000 ZMW, mientras que el comercializado posee 150000 ZMW que se leen en dos rondas de 75000. En abril de 2013 la compañía comercializó una nueva versión del secuenciador (PacBio RS II) que usa las 150000 ZMW a la vez, duplicando así el rendimiento. El mayor rendimiento se ha conseguido en noviembre de 2013 utilizando sistema de unión P5, química C3, selección de tamaño BluePippin y un PacBio RS II de 350 Mb por pocillo SMRT. El rendimiento varía según el tipo de muestra que se secuencia.

## Aplicación
La secuenciación SMRT se podrá aplicar en numerosas investigaciones genómicas:
- Secuenciación genómica de novo : el tamaño de fragmento que lee es comparable o incluso mayor que el de la secuenciación por Sanger basada en la terminación con dideoxinucleótidos. Por tanto, permite la secuenciación de genomas de novo al facilitar el análisis de solapamiento.[15] Se ha utilizado para secuenciación de novo en publicaciones de New England Journal of Medicine.[16][17]

- Resecuenciación: una misma molécula de ADN puede ser resecuenciada independientemente creando el ADN molde circular y utilizando una helicasa que separe la hebra nueva de la molde. Científicos de Pacific Biosciences, la Universidad de California y otras instituciones han usado esta estrategia para demostrar la validez de la activación de duplicaciones internas en tándem en FLT3 como diana terapéutica de la leucemia mieloide aguda. Sus hallazgos se publicaron en la revista Nature en abril de 2012.[18] En agosto de 2012, científicos del Instituto Broad publicaron su aplicación de la secuenciación SMRT en la búsqueda de SNP.[19]

- Detección de metilaciones: la dinámica de la polimerasa nos indica el patrón de metilación. Se ha demostrado el uso de la secuenciación SMRT para detectar metilaciones y otras modificaciones de las bases en una serie de revisiones de 2011.[20][21][22] En 2012, un grupo de investigadores usaron esta tecnología para generar metilomas completos de seis bacterias, publicando sus resultados en la revista Nucleic Acids Research.[23]

- Diagnóstico in vitro : Pacific Biosciences y Roche Diagnostics han desarrollado en conjunto productos para el diagnóstico in vitro usando la tecnología de la secuenciación SMRT.[24]